# Wolfgang Schwartz
Wolfgang Nikolaus Alexis Schwartz (* 9./21. Januar 1871 in Riga, Gouvernement Livland, Kaiserreich Russland; † 14. Oktober 1914 in Königsberg (Preußen)) war ein deutscher Offizier und Resident in Adamaua.

## Leben
Er besuchte das Stadtgymnasium in Riga und studierte von 1890 bis 1893 an der Kaiserlichen Universität Dorpat, zuerst Theologie, dann Geografie.
Schwartz wurde Offizier im preußischen Eisenbahn-Regiment Nr. 1 und wurde zunächst vorübergehend zur Dienstleistung beim Auswärtigen Amt bzw. Reichskolonialamt kommandiert. 1901 nahm er an der Grenzregulierung im Kivu-Gebiet in Deutsch-Ostafrika teil, 1906 als zweiter Kommissar an der Südkamerun-Grenzexpedition. 1908 schied er aus dem preußischen Heer aus und trat zur Kaiserlichen Schutztruppe für Kamerun über, wo er als Leiter der Residentur Adamaua Verwendung fand. 1910 wurde er zum Hauptmann befördert. 1912 unternahm er eine Expedition zur Unterwerfung der Kirdi-Gesellschaften im Hinterland von Meiha, Paka, Gela und Mubi (sog. Mubi-Expedition). 1913 war Schwartz als Leiter einer geplanten „Oberresidentur“, bestehend aus den Residenturen Adamaua, Deutsche Tschadseeländer und Ngaundere im Gespräch. Entsprechende Pläne wurden aber vor dem Ersten Weltkrieg nicht mehr realisiert. Im August 1914 schied er aus der Schutztruppe aus und wurde in mobiler Formation beim Heer angestellt, zuletzt beim Reserve-Infanterieregiment Nr. 3. In der Schlacht bei Gumbinnen wurde er am 20. August 1914 bei Tautschillen (Kreis Darkehmen) verwundet und erlag später in Königsberg seinen Wunden.

## Schriften
- Die Mubi-Expedition. In: Deutsches Kolonialblatt 23 (1912), S. 489–493

## Belege
1. ↑  Standesamt Berlin I, II: Sterberegister. Nr. 261/1914.

| Personendaten    | Personendaten                                           |
| ---------------- | ------------------------------------------------------- |
| NAME             | Schwartz, Wolfgang                                      |
| ALTERNATIVNAMEN  | Schwartz, Wolfgang Nikolaus Alexis (vollständiger Name) |
| KURZBESCHREIBUNG | deutscher Offizier und Resident in Adamaua              |
| GEBURTSDATUM     | um 1871                                                 |
| GEBURTSORT       | Riga                                                    |
| STERBEDATUM      | 14. Oktober 1914                                        |
| STERBEORT        | Königsberg (Preußen)                                    |